# Advanced Technology Investment Company
Die Advanced Technology Investment Company (ATIC) ist eine Investmentgesellschaft aus Abu Dhabi.
ATIC wurde 2008 gegründet. Schwerpunkt der Investitionen sind Unternehmen, die sich mit Hochtechnologien beschäftigen.
Die Regierung des Emirats Abu Dhabi ist über die Mubadala Development Company der einzige Eigentümer von ATIC.
Das geschätzte Volumen des Investmentfonds beträgt 10 Milliarden Dollar.
Im Jahr 2009 übernahm ATIC die Mehrheit der Anteile an den Foundries Globalfoundries und Chartered Semiconductor Manufacturing, die anschließend unter dem Namen Globalfoundries zusammengeführt wurden. Anfang 2014 kündigte ATIC für die Globalfoundries Chipfabrik in New York Investitionen in Höhe von bis zu 10 Milliarden US-Dollar an.
2014 wurde ATIC zu Mubadala Technology.